# NGC 5990
NGC 5990 est une galaxie spirale située dans la constellation du Serpent. Sa vitesse par rapport au fond diffus cosmologique est de (3962 ± 10 km/s), ce qui correspond à une distance de Hubble de 58,4 ± 4,1 Mpc (∼190 millions d'al). NGC 5990 a été découverte par l'astronome germano-britannique William Herschel en 1785.
NGC 5990  présente une large raie HI et elle est une galaxie lumineuse dans l'infrarouge (LIRG). La luminosité de NGC 5990 dans l'infrarouge lointain (de 40 à 400 µm) est égale à 8,13 × 1010 {\displaystyle L_{\odot }} (1010,91{\displaystyle L_{\odot }}) et sa luminosité totale dans l'infrarouge (de 8 à 1 000 µm) est de 1,15 × 1011 {\displaystyle L_{\odot }} (1011,06{\displaystyle L_{\odot }}). C'est aussi une galaxie active de type Seyfert 2.
À ce jour, quatre mesures non basées sur le décalage vers le rouge (redshift) donnent une distance de 43,975 ± 3,402 Mpc (∼143 millions d'al), ce qui est à l'extérieur des valeurs de la distance de Hubble. Notons cependant que c'est avec la valeur moyenne des mesures indépendantes, lorsqu'elles existent, que la base de données NASA/IPAC calcule le diamètre d'une galaxie et qu'en conséquence le diamètre de NGC 5990 pourrait être d'environ 28,2 kpc (∼92 000 al) si on utilisait la distance de Hubble pour le calculer.
On croyait avoir observé une supernova (SN 2003ec) dans NGC 5990, mais il s'agissait en fait d'une étoile bleue située à l'avant plan.